# 安妮·沃斯奇
安妮·沃斯奇（英語：Annie Wersching，1977年3月28日—2023年1月29日），美国女演员，代表作《24》、《博斯》、《穿越时间线》、《菜鸟老警》等，亦是是电子游戏《最后生还者》中角色泰丝的配音及动作捕捉演员。

## 早年
沃斯奇出生于密苏里州的圣路易斯，并于当地的十字路大学预备学校就读，至1995年毕业。青年时期的沃斯奇参加过爱尔兰舞蹈比赛及一个步舞团。1999年，沃斯奇从密利克大学毕业，获授音乐剧艺术学士。

## 职业生涯

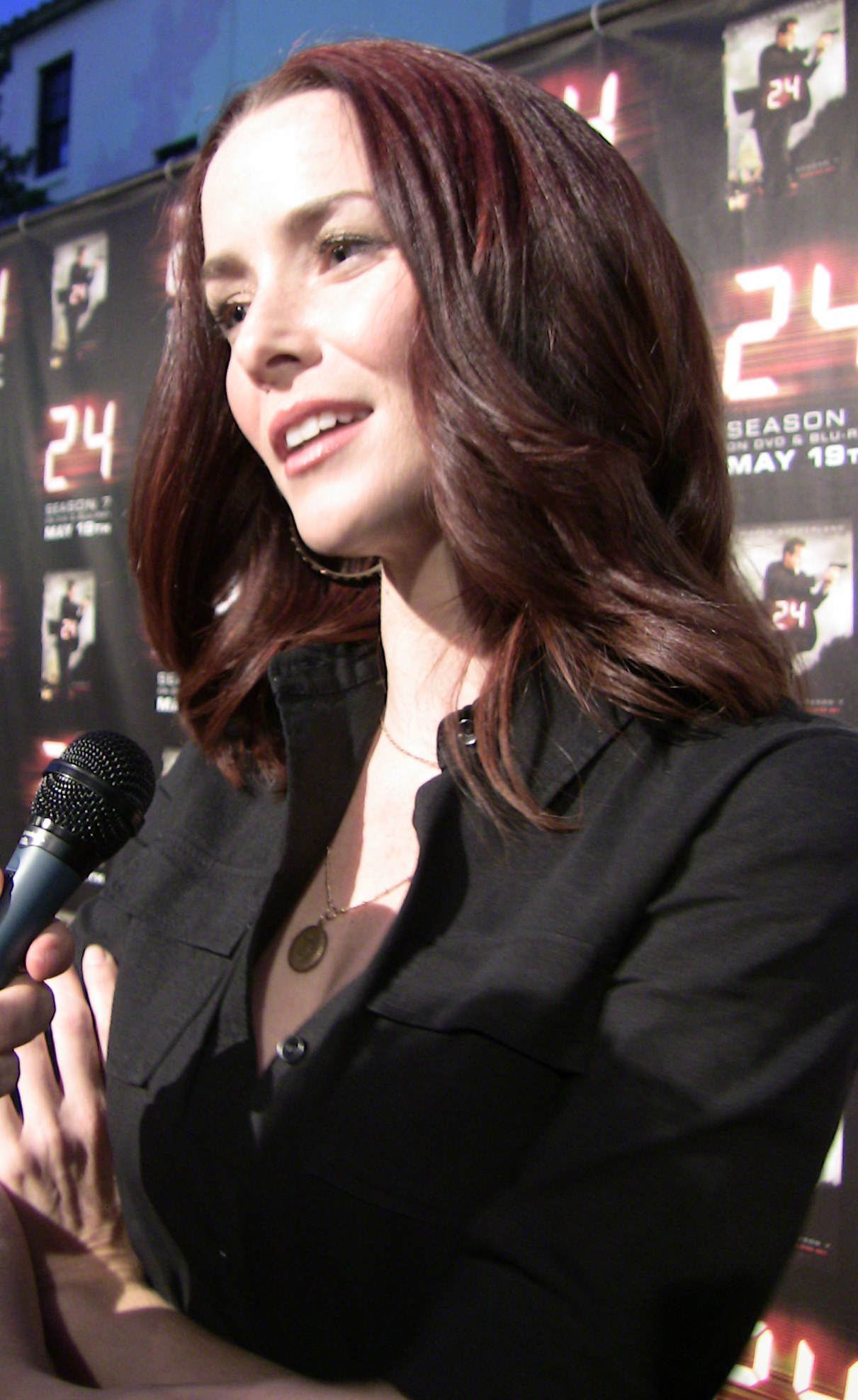
2009年的沃斯奇

沃斯奇的演员生涯始于《星舰前传》中的一个客串角色，其后继续在《夜行天使》、《圣女魔咒》、《铁证悬案》、《杀手本能》及《邪恶力量》等同类影视中客串。2007年3月至11月，沃斯奇在美国广播公司出品的肥皂剧《杏林春暖》中扮演常驻角色阿米莉亚·乔菲。除此之外，沃斯奇还曾在胜利花园剧院、万豪剧院及犹他莎士比亚节演出戏剧。
沃斯奇分别曾在电视剧《24》的第七季和第八季中扮演一名FBI特工，此后继续客串出演《CSI犯罪現場》、《重返犯罪现场》、《妙女神探》、《天堂执法者》、《逝者之证》、《家族风云》、《灭世》、《灵书妙探》、《警察世家》、《吸血鬼日记》、《触摸未来》等影视节目。
2009年，沃斯奇报名参加全明星传奇人物和名人垒球比赛。
2012年12月，PlayStation 3透露其旗下游戏《最后生还者》中泰丝的配音演员及动作捕捉演员将由沃斯奇担任，而该角色其后在12月7日斯派克电子游戏大奖颁奖典礼举行之前被游戏新闻工作者傑夫·吉斯利于Twitter账户上展示。
2014年，沃斯奇被Amazon Prime聘为其犯罪题材电视剧《博斯》的常规演员。2022年，沃斯奇再次与《星舰》制作方合作，于《星際爭霸戰：畢凱》的第二季中扮演博格女王。2019年至2023年间，沃斯奇签下电视剧《菜鸟老警》中的一个常驻角色。

## 个人生活
沃斯奇于2009年9月与男演员斯蒂芬·福尔于洛杉矶结婚，此前两人已同居多年，婚后育有三个儿子。
2020年中，沃斯奇被诊断出癌症，但她未向外界公布诊断结果并继续从事演艺事业，2023年1月29日，沃斯奇于洛杉矶去世。